# Torneo de Mérida 2025
El Mérida Open Akron 2025 fue un torneo de tenis jugado en canchas duras al aire libre. Fue la 3.ª edición del Mérida Open Akron, originalmente estaba programado para llevarse a cabo del 27 de octubre al 2 de noviembre de 2025 como un WTA 250, pero se actualizó a un estado WTA 500 y se trasladó a su nueva fecha para llenar la vacante generada por la cancelación del tornoe San Diego. Se llevó a cabo en Mérida, México, del 24 de febrero al 2 de marzo de 2025.

## Distribución de puntos
| Modalidad    | G   | F   | SF  | CF  | Ronda de 16 | Ronda de 32 | C  | C2 | C1 |
| Individuales | 500 | 325 | 195 | 108 | 60          | 1           | 25 | 13 | 1  |
| Dobles       | 500 | 325 | 195 | 108 | 1           |             |    |    |    |

## Premios en efectivo
| Modalidad    | G        | F        | SF      | CF      | R16     | R32     |
| Individuales | $164,000 | $101,000 | $59,000 | $28,695 | $15,700 | $11,300 |

## Cabezas de serie

### Individuales femenino
| Tenista             | Ranking | Preclasificado |
| Emma Navarro        | 9       | 1              |
| Paula Badosa        | 10      | 2              |
| Beatriz Haddad Maia | 16      | 3              |
| Anna Kalinskaya     | 19      | 4              |
| Donna Vekić         | 20      | 5              |
| Marta Kostyuk       | 21      | 6              |
| Magdalena Fręch     | 28      | 7              |
| Maria Sakkari       | 29      | 8              |

- Ranking del 17 de febrero de 2025[2]

### Dobles femenino
| Tenistas                        | Ranking | Preclasificados |
| Anna Danilina Irina Khromacheva | 35      | 1               |
| Alexandra Panova Ellen Perez    | 38      | 2               |
| Tímea Babos Nicole Melichar     | 47      | 3               |
| Ulrikke Eikeri Makoto Ninomiya  | 100     | 4               |

## Campeonas

### Individual femenino
Emma Navarro venció a  Emiliana Arango por 6-0, 6-0

### Dobles femenino
Katarzyna Piter /  Mayar Sherif vencieron a  Anna Danilina /  Irina Khromacheva por 7-6(2), 7-5